# Шепелева, Наталия Геронтиевна
Наталия Геронтиевна Шепелева (род. 6 августа 1946, Ленинград, РСФСР, СССР) — советский и российский искусствовед, член-корреспондент Российской академии художеств (2011).

## Биография
Родилась 6 августа 1946 года в Ленинграде.
В 1969 году — окончила Институт живописи, скульптуры и архитектуры имени И. Е. Репина.
В 2011 году — избрана членом-корреспондентом Российской академии художеств от Отделения искусствознания и художественной критики.

## Научно-выставочная деятельность
Составитель и автор вступительных статей к каталогам выставок:
- Выставка произведений академика А. Ф. Пахомова. Каталог. (Л., 1970 г.)
- Выставка произведений Б. М. Кустодиева к альбому «Русь. Русские типы. Борис Кустодиев» (Л., 1975 г.)
- К выставке произведений Карла Росси (совместно с Н. И. Никулиной) (Л., 1975 г.)
- участие в подготовке справочного материала о членах Академии художеств СССР для юбилейного каталога, посвященного 225-летию АХ СССР;
- участие в подготовке юбилейной выставки, посвященной 250-летию РАХ в Манеже;
- участие в подготовке и организации всех проектов, проводимых Академией.

## Награды
- Заслуженный работник культуры Российской Федерации (2003)[1]